# Otakar Fiala
Otakar Fiala (2. června 1889, Jaroměřice nad Rokytnou – 3. ledna 1977, Brno, používal i pseudonym Otakar Skála) byl český literární historik, editor a pedagog.

## Biografie
Otakar Fiala se narodil v roce 1889 v Jaroměřicích nad Rokytnou, studoval na gymnáziích v Třebíči a v Brně, odmaturoval ale až roku 1908 na Akademickém gymnáziu v Praze, následně nastoupil na Filozofickou fakultu Univerzity Karlovy v Praze, kde studoval češtinu a němčinu. Po promoci v roce 1913 se vrátil do Třebíče, kde mezi lety 1914 a 1922 učil na gymnáziu. Posléze odešel do Prostějova, kde působil jako pedagog na obchodní akademii. Nadále se také věnoval studiu a v roce 1922 získal doktorát s prací, kde se věnoval rozborům prvních sbírek Otokara Březiny.
V roce 1933 odešel do Brna, kde působil jako pedagog na průmyslové škole. V roce 1950 odešel do důchodu. Nastoupil však v roce 1951 do Janáčkova archivu Moravského zemského muzea, kde nadále bádal.

## Dílo
Věnoval se primárně dílu Otokara Březiny, se kterým se seznámil v roce 1905. Roku 1922 získal doktorát s prací, která psychologicky a ideově rozebírala první díla Otokara Březiny. Následně v roce 1935 ve spolupráci s Matějem Lukšů a Emanuelem Chalupným vydal Nové eseje, které získal od Matěje Lukšů, který byl správcem pozůstalosti Otokara Březiny. V roce 1939, již po smrti Matěje Lukšů, vydal další pozůstalostní dílo – Oslnění svobody a v roce 1967 pak vydal Eseje z pozůstalosti.
V roce 1969 vydal také rozbor díla Otokara Březiny – Studie z novoříšského období Otokara Březiny, mnoho článků k tématu Otokara Březiny a jeho děl napsal i do různých literárních časopisů jako např. Časopis pro moderní filologii a literaturu nebo Listy filologické.
Věnoval se také dílu Jaroslava Vrchlického, Leoše Janáčka nebo Vítězslava Nezvala. Jeho archiv je uložen v Památníku národního písemnictví.